# Laoská kuchyně

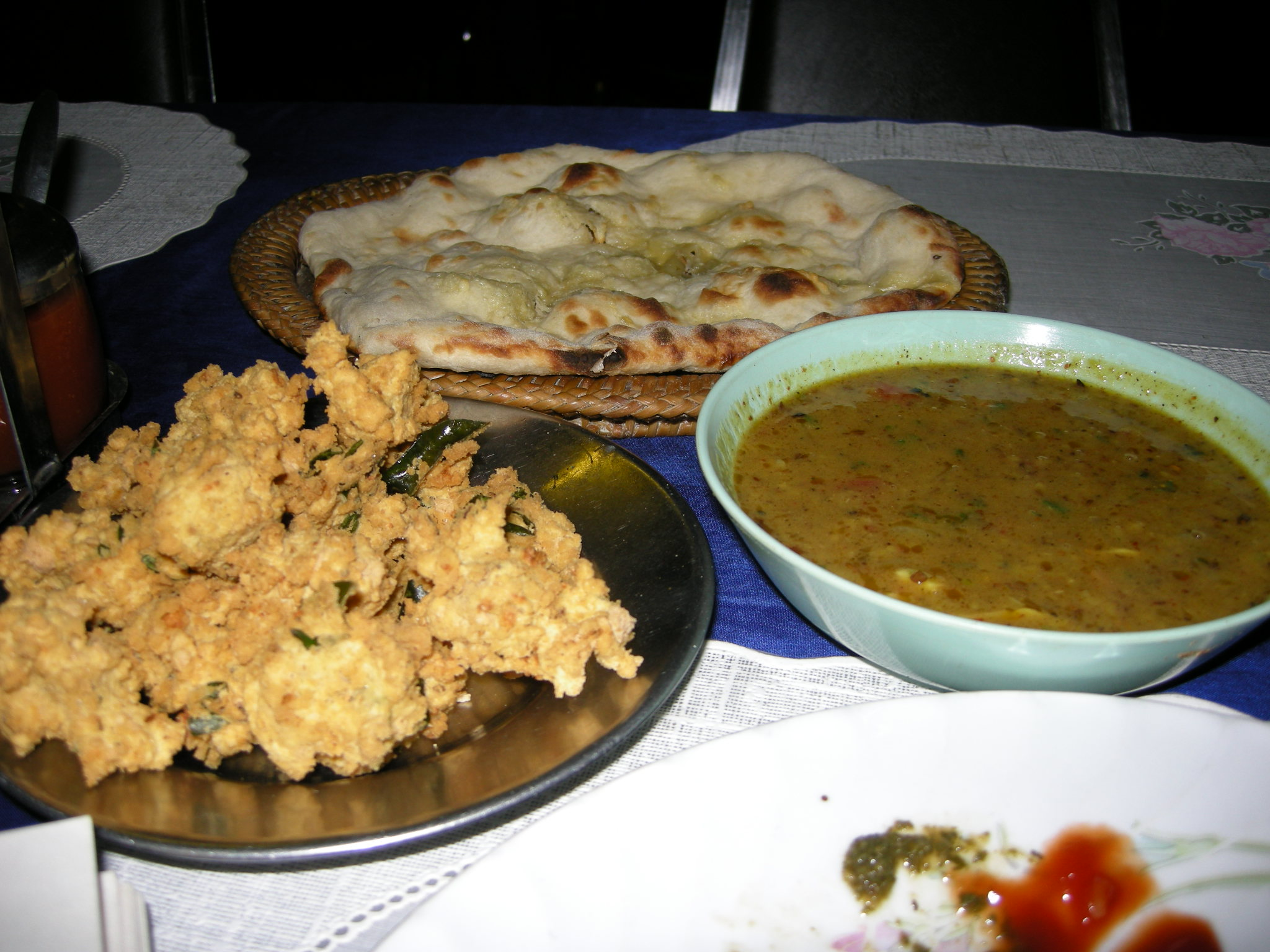
Dhal, chléb naan a polévka pakora

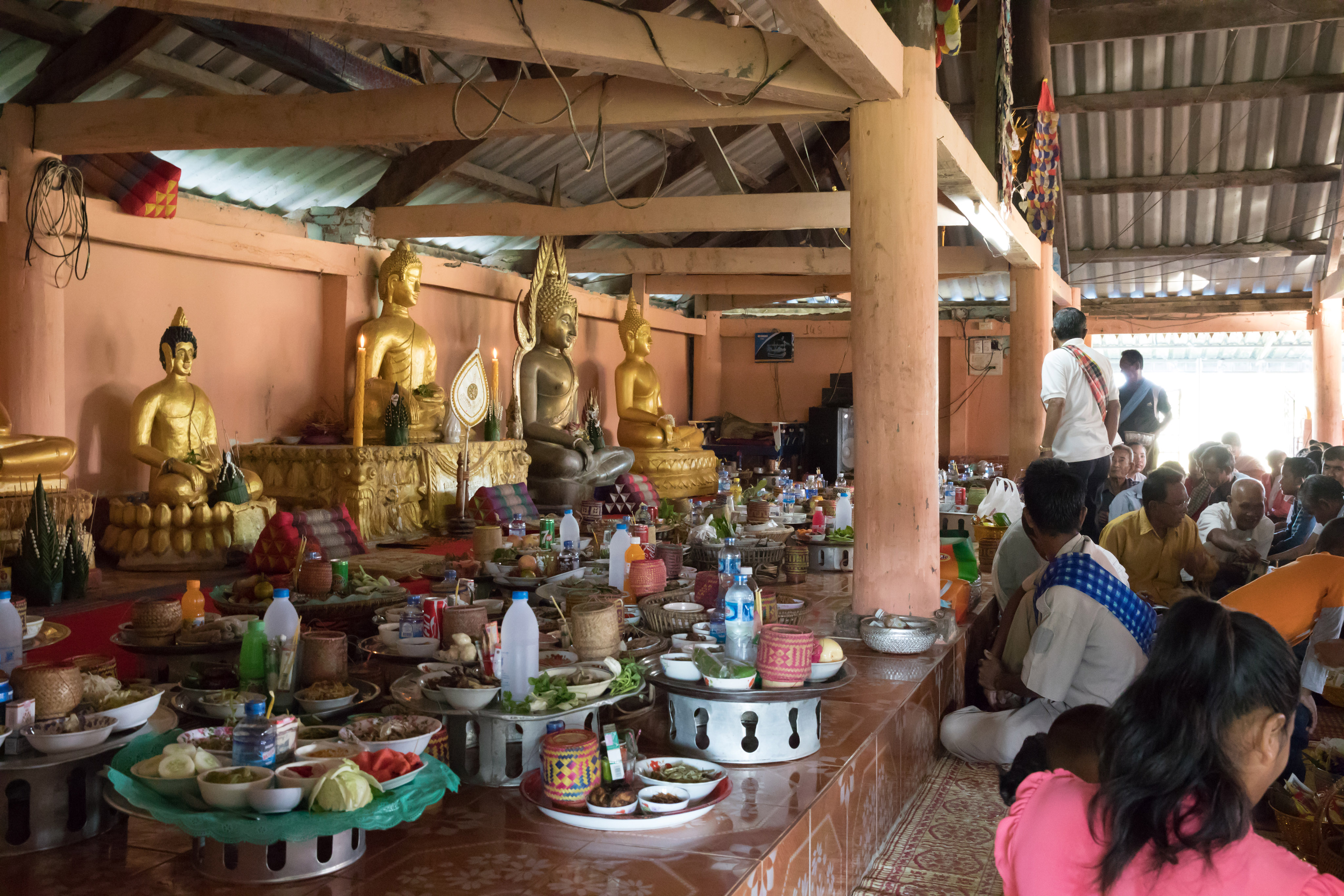
Hostina v laoském buddhistickém chrámu

Laoská kuchyně je ovlivněna kuchyní vietnamskou, čínskou, francouzskou a thajskou. Základní potravinou laoské kuchyně je lepkavá rýže, která je také jednou z nejlepkavějších na světě. Z nápojů je nejoblíbenější laoská káva a z hlavních pokrmů jsou to larb, směs marinovaného masa a ryb s bylinkami, a papájový salát tam mak hoong.

## Zvyky
V Laosu je zvykem jíst na veřejnosti. Sedí se na ratanové podložce, na kterou je položena rákosová rohož - Khantoke. Laosané také často jedí v buddhistických chrámech, i když dnes se jí spíše doma v soukromí. Na rozdíl od zbytku Jihovýchodní Asie se většina jídel v Laosu nejí hůlkami, nýbrž rukama. Důvodem je to, že se lepkavá rýže uchopí v ruce nejlépe, hůlky jsou používány jen na jídlo s nudlemi. Polévky se jí lžící.